# Diane Louise Augustine de Polignac
Diane Louise Augustine, comtesse de Polignac (née le 14 octobre 1746 ou 18 août 1748 - morte en Russie après 1818) était la première dame d'honneur de Madame Élisabeth.

## Biographie

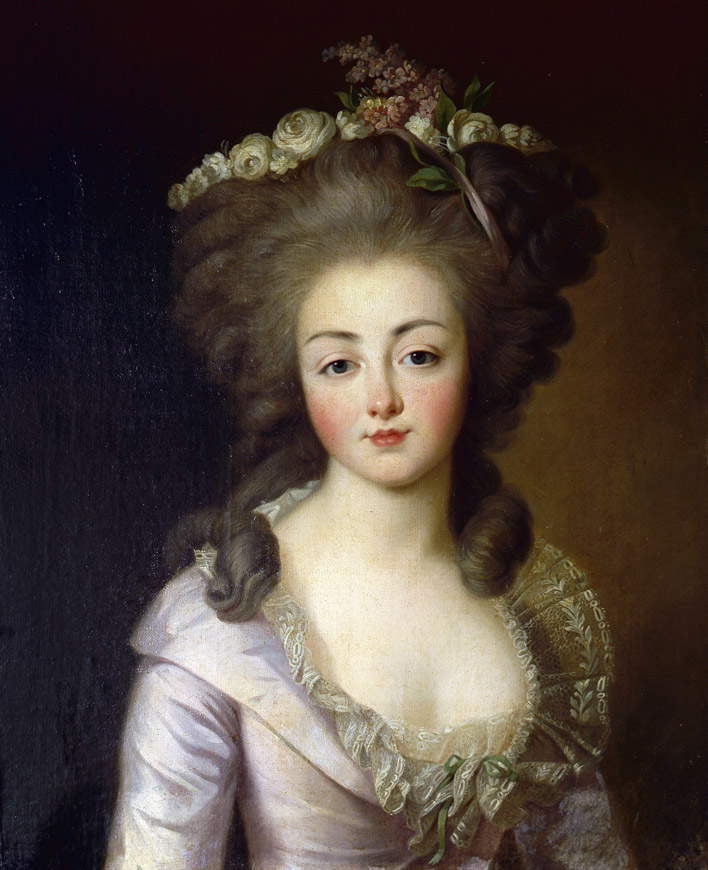
Diane de Polignac par François-Hubert Drouais.

La comtesse Diane de Polignac était la fille de Louis Héracle Armand, marquis de Polignac, colonel du régiment Dauphin-Cavalerie et de Diane Adélaïde Zéphirine de Mancini, qui eurent cinq garçons et deux filles. 
Elle était, par son frère Jules de Polignac, la belle-sœur de Gabrielle de Polastron, duchesse de Polignac, gouvernante des Enfants de France.  
Lors de la constitution de la Maison de sa sœur Élisabeth, le roi Louis XVI nomma Diane de Polignac dame d'honneur, le 7 mai 1778. 
À la Révolution française, elle émigra avec une grande partie de la famille Polignac. Elle se fixa à Saint-Pétersbourg où elle mourut.

## Œuvre
- Diane de Polignac, Journal d'Italie et de Suisse, Paris, 1789 lire en ligne
- Diane de Polignac, Mémoires sur la vie de la duchesse de Polignac, Piccadilly, 1796

## Dans la littérature
Diane de Polignac est l'une des protagonistes du roman Les Adieux à la reine de Chantal Thomas publié en 2002.

## Sources
- Jeanne-Louise-Henriette Campan, Mémoire sur la vie privée de Marie-Antoinette, reine de France et de Navarre, t. I, 1823 (lire en ligne)